# Meinerzhagen

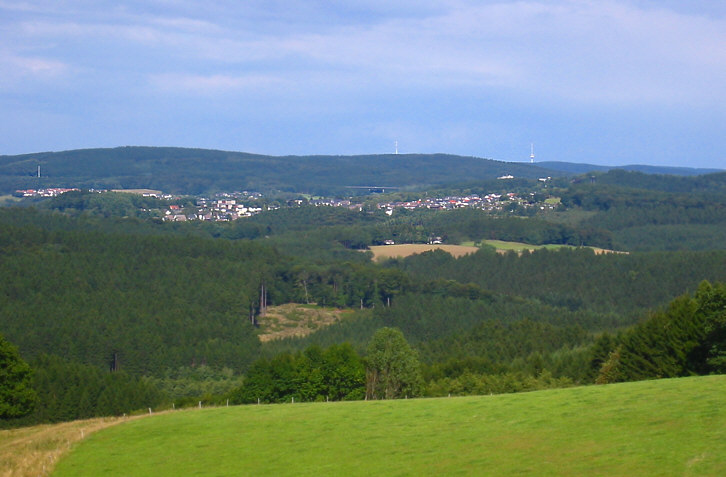
Meinerzhagen

Meinerzhagen ist eine Stadt in Nordrhein-Westfalen. Sie liegt im Westen des Sauerlands und gehört zum Märkischen Kreis. Im Landesentwicklungsplan ist Meinerzhagen als Mittelzentrum mit zentralörtlicher Bedeutung ausgewiesen. Die Stadt ist geprägt durch eine lange Tradition metallverarbeitender Betriebe, aber auch durch ihr Angebot für den Fremdenverkehr.

## Geografie

### Geografische Lage
Meinerzhagen liegt im Süden des Märkischen Kreises und im Westteil des Sauerlands. Hier beginnt das in nordwestlicher Richtung verlaufende Volmetal. Nach Osten hin erstreckt sich das Ebbegebirge. Westlich grenzt das Gemeindegebiet an das Bergische Land. Die wichtigsten Verkehrswege sind die A 45 („Sauerlandlinie“) mit der Anschlussstelle Meinerzhagen und die B 54.
Am Südostrand der Gemeinde auf 480 m ü. NHN entspringt die Volme, die 49,8 km weit nach Norden fließt und in Hagen 91 m ü. NHN in die Ruhr mündet.
Unweit der Volmequelle entspringt die Agger, die nach Süden fließt und bei Siegburg in die Sieg mündet. Auch ihr Zufluss Hesmicke fließt durch das Stadtgebiet. Im Norden des Stadtgebietes entspringt die Verse, ein Zufluss zur Lenne. Weitere Wasserläufe sind die Lister und die Ihne, die in den Biggesee münden. Knapp jenseits der westlichen Stadtgrenze, bei Marienheide-Börlinghausen, entspringt die Wipper, die im späteren Verlauf Wupper heißt.
Die höchste Erhebung im Stadtgebiet liegt mit 652 m Höhe nahe der Nordhelle bei Valbert. Die Nordhelle ist die höchste Erhebung im Märkischen Kreis. Der niedrigste Punkt im Stadtgebiet liegt mit 313 m in der Ortschaft Niederbadinghagen.
Die vielen Flussläufe und Talsperren in und um Meinerzhagen bilden zahlreiche Wasserschutzgebiete. In ihnen wird Trinkwasser gewonnen, vor allem für den Bedarf im Ruhrgebiet. Sie stellen aber auch Anziehungspunkte für Wanderer und – soweit erlaubt – Badegäste dar.

### Nachbargemeinden
Nachbargemeinden sind (von Süden im Uhrzeigersinn): Drolshagen, Gummersbach, Marienheide, Kierspe, Lüdenscheid, Herscheid, Attendorn. Nur wenige Kilometer von der Stadtgrenze entfernt liegen Olpe, Bergneustadt und Plettenberg.

### Ausdehnung des Stadtgebiets
Die Stadt selbst macht nur einen geringen Teil des Gemeindegebiets aus. Weite Teile dieses Gebietes unterliegen land- und forstwirtschaftlicher Nutzung und machen seine ländliche Prägung aus.

### Stadtgliederung
Etwa 4/5 der Einwohner von Meinerzhagen leben in der Kernstadt. Der größere Teil der übrigen Einwohner lebt in Valbert. Der restliche Teil entfällt auf eine große Zahl von Dörfern und Ortschaften. Im Folgenden werden die Stadtteile und Ortslagen von Meinerzhagen in alphabetischer Reihenfolge genannt:
- Am Lingelchen
- An der Hardt
- Baberg
- Badinghagen
- Beckerhof
- Berg
- Berlinghausen
- Beutringhausen
- Blomberg
- Börlinghausen
- Bomme
- Borneck
- Brachtenberg
- Breddershaus
- Buntelichte
- Buschhausen
- Buschhöh
- Butmicke
- Darmche
- Denndorf
- Drögenpütt
- Dürhölten
- Ebberg
- Echternhagen
- Eckertsmühle
- Eick
- Elminghausen
- Eseloh
- Eulenberg
- Freisemicke
- Fumberg
- Genkel
- Gerringhausen
- Gräfingholz
- Grotewiese
- Grünenbecke
- Grünental
- Grünewald
- Güntenbecke
- Häusger Mühle
- Hahnenbecke
- Hardenberg
- Hasendenn
- Haumche
- Haumchermühle
- Haustadt
- Heed
- Heerhof
- Hemcherhagen
- Herberg
- Herringhausen
- Herweg
- Hesselbecke
- Hinter der Höh
- Höh
- Hösinghausen
- Hohenhengstenberg
- Hohlinden
- Holbecke
- Hülseberg
- Hunswinkel
- Ihne
- Imhausen
- Ingemert
- Ingemerterhammer
- Ingemertermühle
- Ingemertstraße
- Kittmicke
- Korbecke
- Kotten
- Kropplenberg
- Krummenerl
- Langenohl
- Lengelscheid
- Lesmicke
- Listerhammer
- Listringhausen
- Meinerzhagen
- Mettgenberg
- Mittel-Worbscheid
- Mittelhagen
- Möllsiepen
- Mühlhofe
- Neu-Grünental
- Neuemühle
- Neuhohlinden
- Niederbadinghagen
- Niederhengstenberg
- Nocken
- Nordhellen
- Ober-Worbscheid
- Oberingemert
- Österfeld
- Ohl
- Pütthof
- Redlendorf
- Reuen
- Rinkscheid
- Rollsiepen
- Rosenburg
- Schaffeld
- Schallershaus
- Scherl
- Scherlerwieden
- Schleifkotten
- Schlenke
- Schlund
- Schmittepaul
- Schnüffel
- Schoppen
- Schürfelde
- Schwenke
- Sebastopol
- Sellenrade
- Siepen
- Sinderhauf
- Sinderhof
- Singerbrink
- Spädinghausen
- Steinsgüntenbecke
- Steinsmark
- Stoltenberg
- Sulenbecke
- Sundfeld
- Tarrenbrink
- Unter-Worbscheid
- Unterm Berge
- Valbert
- Vestenberg
- Volmehof
- Vorderhagen
- Voßsiepen
- Wehe
- Weißenpferd
- Werkshagen
- Werlsiepen
- Westebbe
- Wickeschliede
- Wiebche
- Wiebelsaat
- Wieden
- Wilkenberg
- Willertshagen
- Windebruch
- Winzenberg
- Wormgermühle

### Wüstung
Harkenstiel ist die Wüstung einer ehemaligen Hofschaft.

## Geschichte

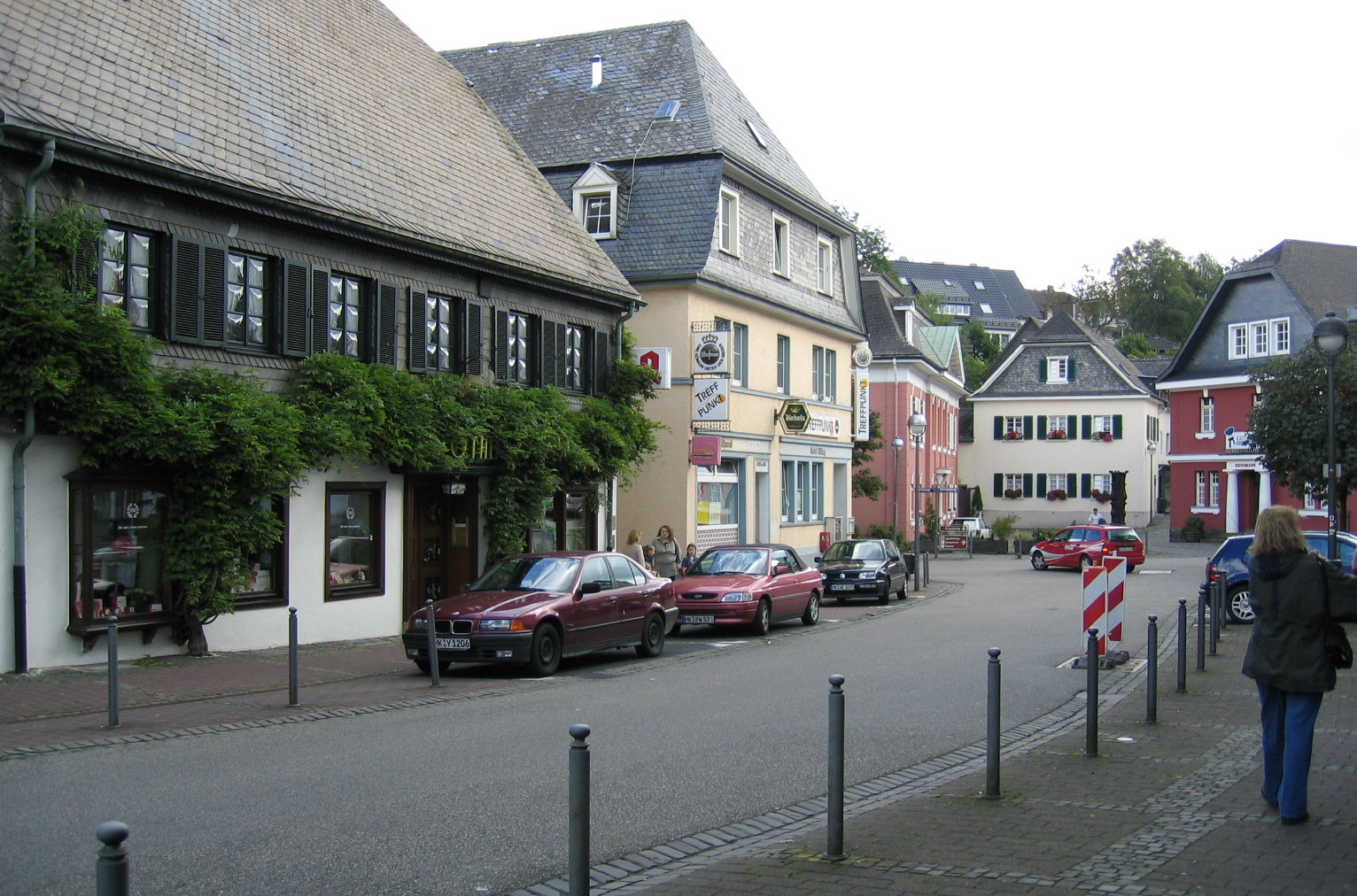
Innenstadt

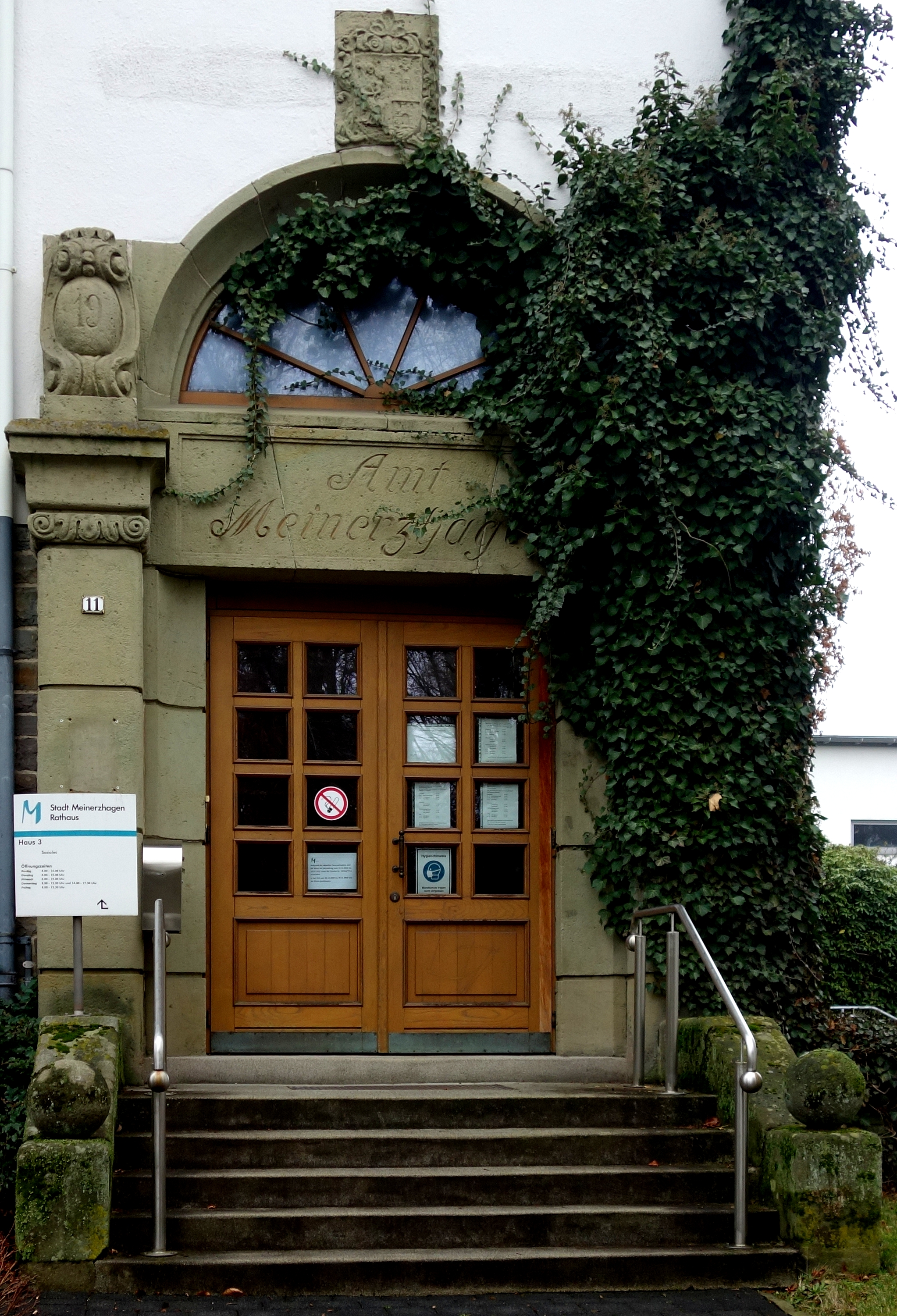
Eingangsportal mit Inschrift Amt Meinerzhagen

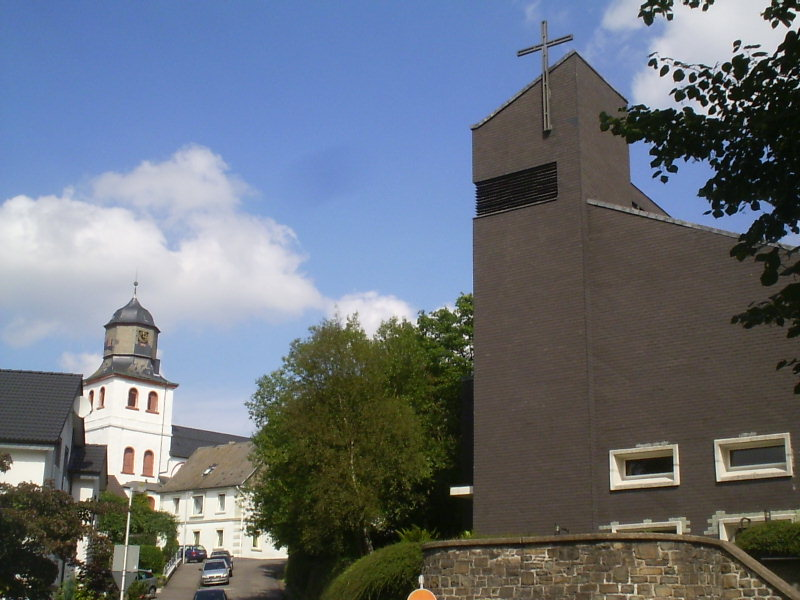
Evangelische Jesus-Christus-Kirche und katholische Pfarrkirche St. Maria Immaculata

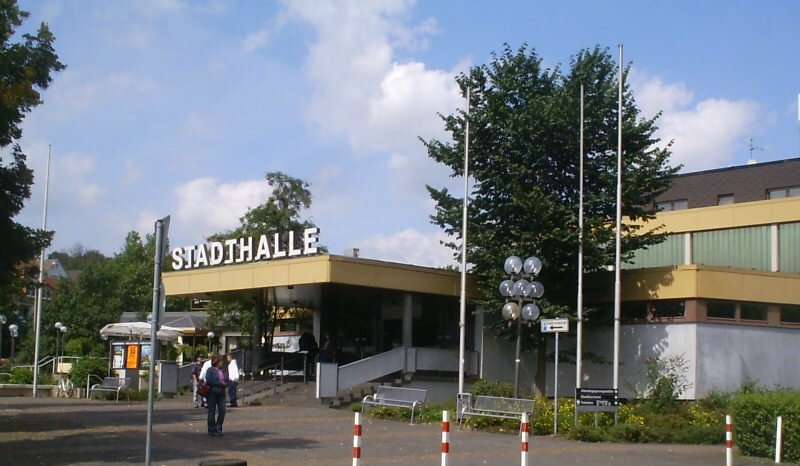
Stadthalle

Der Überlieferung nach soll Meinerzhagen seinen Namen von dem Einsiedlermönch Meinhardus erhalten haben, was sich allerdings nicht belegen lässt. Die erste urkundliche Erwähnung datiert auf das Jahr 1067, ist wahrscheinlich aber erst 100 Jahre später entstanden. Laut dieser Urkunde schenkte der Erzbischof Anno II. von Köln der Stiftskirche des heiligen Georg jährlich fünf Pfund in kölnischer Währung vom Zehnten in Meinerzhagen. In einer weiteren Urkunde von 1174 übernahm Graf Engelbert I. von Berg die Einziehung des Zehnten der Pfarrei zu Meinerzhagen. Um 1220 entstand die spätromanische dreischiffige Emporenbasilika in rheinischem Stil. Meinerzhagen wurde ein Marienwallfahrtsort. Zu dieser Zeit lag es an der wichtigen Heidenstraße, auch Köln-Kassler-Landstraße genannt, die seit dem 8. Jahrhundert Köln und Kassel verband und von dort aus weiter nach Leipzig führte.
Meinerzhagen wurde mit der Burg Waldenburg und Drolshagen am 20. Januar 1248 von Mechthild von Sayn für 2000 Mark an den Kölner Erzbischof Konrad von Hochstaden verkauft.
1311 ließ Graf Engelbert II. von der Mark wegen ständiger Gebietsstreitigkeiten um Meinerzhagen als symbolischen Akt ein von Erzbischof Heinrich II. errichtetes Kreuz umstürzen. Ab etwa 1440 bis 1460 wechselte der Ort wegen des Bruderzwistes zwischen den Grafen Adolf und Gerhard von der Mark mehrmals den Besitzer.
1567 wurde die Reformation durch Friedrich Beurhaus, Gottfried Zimmer und Christoph Bech eingeführt. Die Verfolgung von Hexen war weniger ausgeprägt als im Herzogtum Westfalen. Die Pest und der Dreißigjährige Krieg forderten 1634 zahlreiche Opfer. 1640 verlor Ulrich Christian von Gyldenlöve, ein Sohn des Dänenkönigs Christian IV., in einem Gefecht mit niederländischen Truppen in Meinerzhagen sein Leben.
1765 verlieh der preußische König Friedrich II. Meinerzhagen die Stadtrechte. 1846 wurde das Amt Meinerzhagen zur gemeinsamen Verwaltung von Meinerzhagen und Valbert errichtet. 1865 wurden Meinerzhagen die Stadtrechte wieder aberkannt. In den Jahren 1797, 1894 und 1913 zerstörten Großbrände jeweils große Teile des Ortes.
In der zweiten Hälfte des 18. Jahrhunderts und der ersten Hälfte des 19. Jahrhunderts war der märkische Teil des Sauerlands ein wichtiges Zentrum der frühindustriellen Entwicklung. Der Raum Iserlohn-Lüdenscheid-Altena gehörte zu den weltweit größten montanindustriellen Zentren der damaligen Welt. Während das kurkölnische Hochsauerland in Folge des Kulturkampfes bis zur Zeit des Nationalsozialismus politisch von der klassenübergreifenden katholischen Zentrumspartei dominiert blieb, entwickelte sich im märkischen Sauerland früh die sozialistische Arbeiterbewegung. Schon während der europaweiten bürgerlich-demokratischen Revolution von 1848/49 kam es zum Iserlohner Aufstand von 1849. Die Entwicklung der Arbeiterbewegung in der zweiten Hälfte des 19. Jahrhunderts strahlte auch nach Meinerzhagen aus. Die Fertigstellung der Bergisch-Märkischen Eisenbahn im Jahre 1892 begünstigte die industrielle Entwicklung. Die lohnabhängigen Industriearbeiter arbeiteten vor allem in den Meinerzhagener Metallwerken Sassenberg und Co., aus denen 1910 die Meinerzhagen bis heute prägenden Otto-Fuchs-Werke entstanden.
Während der Novemberrevolution von 1918 bildeten gut eine Woche nach dem Kieler Matrosenaufstand und der Gründung des ersten revolutionären Arbeiter- und Soldatenrats in Deutschland auch in Meinerzhagen Arbeiter aus der USPD und SPD am 12. November 1918 mit Unterstützung aus Lüdenscheid einen Soldatenrat, der – wie die Meinerzhagener Zeitung am 14. November 1918 berichtete – nach einer „zusammengerufenen Versammlung im Kaisersaal“ von den „Genossen Carl Groll, Emil Groll, Nathan Stern, Emil Stern, Willy Kohl, Fritz Kohl jr., Ernst Keßler und Hugo Vedder“ gebildet wurde.
In der Zeit der Weimarer Republik bildete sich im protestantischen Teil des Sauerlands bald jedoch auch eine faschistische Bewegung heraus. In den umliegenden Städten waren schon früh Ortsgruppen der NSDAP gegründet worden: u. a. 1921/23 in Menden, 1923 in Lüdenscheid, 1926 in Plettenberg und in Halver sowie um etwa dieselbe Zeit in Herscheid und Werdohl. In Meinerzhagen entstanden die NS-Organisationen mit der Unterstützung der Plettenberger NSDAP, die schon in den späten 1920er Jahren Heinrich Himmler, den antisemitischen Pastor und NSDAP-Reichsredner Ludwig Münchmeyer und den späteren Reichsminister des Innern Wilhelm Frick zu Reden eingeladen hatte und mit der Meinerzhagener NSDAP nun ähnliche Veranstaltungen organisierte. Dennoch blieben vor dem Hintergrund der Bedeutung der metallverarbeitenden Industrie im Kreis Altena, zu denen das Amt und die Gemeinde Meinerzhagen in dieser Zeit gehörten, bis zum Ausbruch der Weltwirtschaftskrise v. a. die marxistischen Arbeiterparteien SPD und später die KPD stark. Insbesondere seit 1928 sank die von Anfang an relativ geringe Bedeutung der bürgerlich-rechtskonservativen DNVP, der linksliberalen DDP und des klassenübergreifend-katholischen Zentrums. Nach dem Beginn der Weltwirtschaftskrise stieg bei der Reichstagswahl 1930 die Zahl der NSDAP-Wähler im Kreis Altena von 933 auf 11.956 um mehr als das Zehnfache. Die NSDAP erhielt damit 22,1 % der gültigen Stimmen (3,8 Prozentpunkte mehr als im gesamten Deutschen Reich). Trotzdem verfügten die Arbeiterparteien SPD und KPD mit 27,4 % bzw. 12,1 % als Hauptkonkurrenten der NSDAP im Kreis Altena noch ungefähr über die doppelte Stimmenanzahl (die SPD erhielt 2,9 Prozentpunkte mehr, die KPD einen Prozentpunkt weniger als im Reichsdurchschnitt). Bei der Reichstagswahl vom 31. Juli 1932 wurde die NSDAP mit einem Stimmenanteil von 40,7 % zum ersten Mal stärkste Partei im Kreis Altena und erhielt dabei 3,4 Prozentpunkte mehr als im Reichsdurchschnitt. Die SPD kam auf 21,8 % der Stimmen (21,6 % reichsweit), während sich die drittstärkste KPD auf 15,2 % der Stimmen (14,3 % reichsweit) verbesserte. Bei der letzten Reichstagswahl vor der Machtübernahme durch Adolf Hitler am 6. November 1932 sank der Stimmenanteil der NSDAP auf 36,7 % (33,1 % reichsweit), SPD und KPD kamen auf 19,3 % bzw. 19,1 % (20,4 % bzw. 16,9 % reichsweit).
Nach der Machtübernahme Hitlers erzielte die NSDAP in der letzten freien Reichstagswahl März 1933 46,6 % der Stimmen und lag damit weit vor der SPD mit 19,7 %. Die KPD, deren öffentliches Auftreten verboten worden war, kam auf nur noch 11,6 % der Stimmen. Im Kreis Altena schnitt die NSDAP damit überdurchschnittlich, SPD und KPD unterdurchschnittlich ab. Unmittelbar nach der Machtübernahme begannen auch in Meinerzhagen die Verfolgung der kommunistischen und sozialdemokratischen Opposition zum Nationalsozialismus. Mit den Massenverhaftungen von Kommunisten und Kommunistinnen im gesamten Raum des heutigen Märkischen Kreises vom Frühjahr 1935, die im Juni auch Meinerzhagen und Kierspe erreichten, und ihrer Verschleppung in das zentrale Gefängnis der Gestapo, die Steinwache in Dortmund, galt der Widerstand im Unterbezirk Lüdenscheid sowohl bei der Gestapo-Leitstelle Dortmund als auch bei den Organisationsleitern der KPD in der Illegalität, Hermann Wehner und Paul Merker, als „völlig zerschlagen“.
Aber nicht nur Kommunisten und Sozialdemokraten im Widerstand, sondern auch Meinerzhagener Anhänger der pazifistischen Zeugen Jehovas, darunter Wilhelm Töllner (1900–1983), wurden in die nationalsozialistischen Konzentrationslager verschleppt. Die Diskriminierung der seit etwa 1810 in Meinerzhagen ansässigen jüdischen Familien, darunter der Familien Stern, Rosenthal und Fischbach, die hier Textilgeschäfte, Viehhandlungen und Metzgereien betrieben, wurde von örtlichen [NS]-Gruppen organisiert. Nach den Novemberpogromen inszenierten Meinerzhagener SS-Männer am 10. November 1938 eine öffentliche Verbrennung der im Hause des Vorstehers der Jüdischen Gemeinde Meinerzhagen, Nathan Stern, gelagerten religiösen und profanen Gemeindegegenstände. Stern und weitere führende Mitglieder der Gemeinde fielen während des Krieges den Deportationen zum Opfer. Am 28. April 1942 wurden die letzten noch in Meinerzhagen verbliebenen jüdischen Familien in die Vernichtungslager der Nationalsozialisten deportiert.
In den kriegswichtigen Otto-Fuchs-Werken des Wehrwirtschaftsführers Hans Joachim Fuchs, die auch ein großes Lager mit Zwangsarbeitern in der Nähe des Bahnhofs betrieben, entstand gegen Kriegsende die Meinerzhagener antifaschistische Widerstandsgruppe. Im Rahmen der Endphaseverbrechen, welche die systematische Eliminierung von Antifaschisten, Sozialisten und Kommunisten noch kurz vor der Befreiung vom Nationalsozialismus zum Ziel hatten, wurde diese Gruppe denunziert. Am Gründonnerstag, dem 29. März 1945, wurden ihre Mitglieder Ernst Hollweg, Jakob Junglas, Friedrich Wilhelm Keßler und Fritz Müller sowie vier unbekannte russische Zwangsarbeiterinnen verhaftet, von der Gestapo verschleppt und im Rahmen der Rombergpark- und Bitterfeld-Morde hingerichtet. Während der Krieg mit dem schnellen Vorrücken der Alliierten langsam zu Ende ging, kam es am 18. März 1945 zwecks Sicherung der Rüstungsproduktion zur Stationierung von Truppen in Meinerzhagen und Kierspe. Die Errichtung von Flakstellungen in Kierspe-Bahnhof, auf der Hahnenbecke und bei den Bahngleisen der Firma Fuchs konnte den Bombenangriff auf die Otto-Fuchs-Werke und die Zerstörung des Werks II am 19. März 1945 jedoch nicht verhindern. Mit dem Vorrücken der Truppen der USA vom Westen kam es zu weiteren stärkeren Truppenbewegungen in der Stadt. Dabei wurden vor allem Truppen aus dem Siegerland nach Norden in den Ruhrkessel gebracht. Am 2. April 1945 wurden noch einmal Panzer der Panzergrenadierdivision 501 der Waffen-SS nach Meinerzhagen verlegt. Zu relevanten Kampfhandlungen kam es jedoch nicht mehr. Am 10. April 1945 zogen amerikanische Truppen in Valbert und am 11. April in Meinerzhagen ein und befreiten die Stadt und die Zwangsarbeiter vom Nationalsozialismus.
1945 kam es durch die Aufnahme zahlreicher Vertriebener und Ausgebombter in Meinerzhagen zu einem sprunghaften Anstieg der Bevölkerungszahlen.
1957 wurde in Meinerzhagen im Kontext des sich zuspitzenden Kalten Krieges eines von zehn deutschen Warnämtern in Betrieb genommen. Am 19. September 1964 erhielt Meinerzhagen erneut das Recht sich Stadt zu nennen.
Seit den frühen 1960er Jahren gab es Bemühungen ehemaliger Schüler der Landesschule Pforta in Naumburg (Saale), die Tradition ihrer Schule in der BRD fortzusetzen. Resultat dieser Bemühungen war 1968 die Gründung der Evangelischen Landesschule zur Pforte als Internat in Meinerzhagen. Bis in die späten 1990er Jahre existierte die Landesschule hier in der humanistischen Tradition. Dabei spielte die Selbstverwaltung der rund 200 Internatsschüler, auch „Knabendemokratie“ genannt, eine wichtige Rolle. Von der Schule gingen wiederum Impulse auf das Leben in der Stadt aus.
Im Zuge einer Kommunalreform wurden am 1. Januar 1969 Meinerzhagen und Valbert sowie Gebietsteile der Gemeinde Lüdenscheid-Land im neugeschaffenen Kreis Lüdenscheid vereinigt und das Amt damit aufgelöst. Am 1. Januar 1975 wurde Meinerzhagen Teil des Märkischen Kreises. Am selben Tag kam ein Gebiet der Nachbarstadt Drolshagen (Kreis Olpe) mit damals etwas weniger als 100 Einwohnern hinzu. Der Zuzug vieler Aussiedlerfamilien ließ 1989 die Einwohnerzahlen weiter steigen.
1974 kam Meinerzhagen in die überregionalen Schlagzeilen, weil sich die Fuchs-Metallwerke durch ihre Umwandlung in eine Kommanditgesellschaft der betrieblichen Mitbestimmung durch die Beschäftigten entzogen.
1999 feierte Meinerzhagen sein 825-jähriges Bestehen.
2006 geriet das Speditionsunternehmen Dehnhardt des BDI-Präsidenten Jürgen Thumann mit seinen zwei Filialen in Meinerzhagen und Netphen in eine Insolvenzkrise. Der Versuch der Beschäftigten, den Betrieb angesichts der guten Auftragslage zu übernehmen und in Eigenregie weiterzuführen, scheiterte am Kapitalmangel der Belegschaft. Im Oktober 2008 wurde die Spedition endgültig geschlossen. Bereits 1985 bei der Schließung des Meinerzhagener Bilderrahmen-Unternehmens Mersch mit 450 Beschäftigten hatte es Bemühungen in diese Richtung gegeben, die jedoch an der Interpretation des § 613 a des Bürgerlichen Gesetzbuches durch das Bundesarbeitsgericht scheiterten, der zufolge alle Ansprüche an das Unternehmen auch für die neuen genossenschaftlichen Eigentümer Geltung hätten.
Zu den Feierlichkeiten des 850-jährigen Bestehens der Stadt besuchte der Ministerpräsident Nordrhein-Westfalens Hendrik Wüst die Stadt.

## Einwohnerentwicklung
| Jahr | Einwohner |
| ---- | --------- |
| 1765 | 1.523     |
| 1819 | 1.986     |
| 1828 | 2.126     |
| 1839 | 2.364     |
| 1840 | 2.382     |

| Jahr | Einwohner |
| ---- | --------- |
| 1871 | 2.318     |
| 1885 | 2.567     |
| 1910 | 3.228     |
| 1939 | 4.735     |
| 1946 | 6.649     |

| Jahr | Einwohner |
| ---- | --------- |
| 1950 | 7.211     |
| 1956 | 8.700     |
| 1961 | 10.634    |
| 1966 | 12.884    |
| 1968 | 13.318    |

Ab 1969 wurde Meinerzhagen durch die kommunale Neugliederung mit Valbert vereinigt.
| Jahr | Einwohner |
| ---- | --------- |
| 1969 | 17.250    |
| 1970 | 17.749    |
| 1971 | 17.889    |
| 1972 | 18.350    |
| 1973 | 18.837    |
| 1974 | 18.834    |

| Jahr | Einwohner |
| ---- | --------- |
| 1975 | 18.521    |
| 1976 | 18.484    |
| 1977 | 18.427    |
| 1978 | 18.562    |
| 1986 | 19.355    |
| 1996 | 21.767    |

| Jahr | Einwohner |
| ---- | --------- |
| 1999 | 21.872    |
| 2001 | 22.031    |
| 2002 | 21.970    |
| 2005 | 21.752    |
| 2006 | 21.661    |
| 2007 | 21.452    |

| Jahr | Einwohner |
| ---- | --------- |
| 2008 | 21.289    |
| 2009 | 21.049    |
| 2010 | 20.838    |
| 2011 | 20.974    |
| 2012 | 20.814    |
| 2013 | 20.689    |

| Jahr | Einwohner |
| ---- | --------- |
| 2015 | 20.670    |
| 2016 | 20.650    |
| 2017 | 20.406    |
| 2018 | 20.397    |
| 2019 | 20.367    |
| 2020 | 20.529    |

| Jahr | Einwohner |
| ---- | --------- |
| 2021 | 20.535    |
| 2022 | 20.812    |
| 2023 | 20.653    |

Quelle: Landesdatenbank NRW, Stichtag jeweils 31. Dezember

## Religionen

### Konfessionsstatistik
Gemäß dem Zensus 2011 waren 39,9 % der Einwohner evangelisch, 19,7 % (4.155 Einwohner) römisch-katholisch und 40,4 % waren konfessionslos, gehörten einer anderen Glaubensgemeinschaft an oder machten keine Angabe. Der Anteil der Protestanten und Katholiken an der Gesamtbevölkerung ist seitdem jährlich um 1 Prozentpunkt gesunken. Laut kirchlicher Statistik hatte Meinerzhagen Ende Dezember 2019 20.367 Einwohner; davon waren 18 % (3.659) Katholiken. Gemäß dem Zensus 2022 waren 32,3 der Einwohner evangelisch, 17,1 % (3.463) katholisch. 50,7 % waren konfessionslos, gehörten einer anderen Glaubensgemeinschaft an oder machten keine Angabe.

### Christentum
Evangelische Konfession

Als evangelische Gemeinden bzw. Kirchengebäude bestehen: Jesus-Christus-Kirche, Johanneskirche, Kirche Valbert.
Katholische Konfession

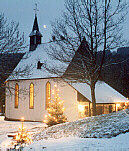
Die Magdalenenkirche in Grotewiese

Alle katholischen Kirchen in Meinerzhagen gehören zum Bistum Essen. Am 23. September 2006 wurden alle bisher in Meinerzhagen bestehenden Pfarreien aufgelöst; am 24. September wurde eine neue Großpfarrei gegründet. Nunmehr gibt es in Meinerzhagen und Kierspe nur noch eine Pfarrei.
Pfarrkirche ist die 1973 neu errichtete und vom Essener Bischof Franz Hengsbach geweihte Kirche St. Maria Immaculata. Zugeordnet sind ihr zwei Gemeindekirchen: In Valbert die Kirche der ehemaligen Rektoratspfarrei St. Christophorus, entworfen 1962 durch Hermann Gehrig, und in Kierspe die Kirche der ehemaligen Rektoratspfarrei St. Josef, entworfen 1958 durch Gottfried Böhm.
Filialkirchen sind die Kirche der ehemaligen Pfarrvikarie (Expositur) St. Martin (Birkeshöh), gebaut 1966 vom Architekten Hans Schilling, sowie St. Maria Magdalena in Meinerzhagen-Grotewiese im Ihnetal, gebaut 1866 durch den Paderborner Diözesanbaumeister Arnold Güldenpfennig.
Den Status „Weitere Kirche“ haben St. Peter am See (Hunswinkel) an der Lister-Talsperre, gebaut 1964 durch den Architekten Hans Schilling, sowie St. Engelbert in Kierspe-Rönsahl, gebaut 1954 durch das Erzbistum Köln (Architekt: Marcel Felten) und geweiht vom Kölner Weihbischof Joseph Ferche. Diese beiden letztgenannten Kirchen erhalten vom Bistum Essen weder personelle noch finanzielle Zuweisungen.
Ein kleiner Bereich des Meinerzhagener Stadtgebietes, der vor der Kommunalreform zum Stadtgebiet Drolshagen gehörte, ist nach wie vor dem Erzbistum Paderborn zugeordnet.
Aus dem Erzbistum Köln sind einige Katholiken zur Seelsorge an die Pfarrei Meinerzhagen überwiesen: Der Ort Rönsahl liegt politisch zwar in Kierspe, kirchlich gehören einige Straßenzüge dort aber bereits zum Erzbistum Köln, weil sie bei Bistumsgründung im Jahr 1958 kommunalpolitisch zu Marienheide gehörten. Zur Seelsorge sind diese Katholiken nun zur Gemeinde St. Josef, Kierspe, und damit zur Pfarrei Meinerzhagen überwiesen. Das heißt zum Beispiel, dass sie ihr Wahlrecht für den Kirchenvorstand in Marienheide im Erzbistum Köln behalten, aber ihr Wahlrecht für den Gemeinderat in Kierspe bzw. für den Pfarrgemeinderat in Meinerzhagen im Bistum Essen haben.
Die Ortschaft Wilbringhausen bei Marienheide im Oberbergischen Kreis gehört ebenfalls zur Pfarrei Meinerzhagen, weil sie bei Bistumsgründung im Jahr 1958 zu Kierspe gehörte. Die politischen Grenzen haben sich zwischenzeitlich verändert, nicht jedoch die kirchlichen Bistumsgrenzen; dazu wäre entsprechend dem Preußischen Konkordat von 1929 ein Vertrag des Landes Nordrhein-Westfalen mit dem Vatikan notwendig. Allerdings setzt das benachbarte Erzbistum Köln fälschlicherweise die kirchlichen mit den neuen politischen Grenzen gleich und zählt die Katholiken aus Wilbringhausen zum eigenen Bistum hinzu.
Sonstige Konfessionen

Weitere Religionsgemeinschaften in Meinerzhagen sind die Evangeliums-Christen (Baptisten) sowie die Freien evangelischen Gemeinden Werkshagen (aufgelöst zum 31. Dezember 2010), Ihne, Baberg und Meinerzhagen. In der Lindenstraße existiert ein Versammlungsort der Zeugen Jehovas.

### Islam
Seit 1986 gibt es die Selçuk-Moschee am Siepener Weg, die von der Türkisch-Islamischen Gemeinde zu Meinerzhagen betrieben wird.

### Judentum
Bis zur Reichspogromnacht gab es in Meinerzhagen eine jüdische Gemeinde, die eine kleine Synagoge in einem Hinterhof an der Hauptstraße im Stadtzentrum hatte. Später wurde das Gebäude als Wohnung und Plattenladen umgebaut. Im Jahr 2005 oder 2006 wurde das Gebäude abgerissen.

## Politik

### Gemeinderat
Der Rat der Gemeinde Meinerzhagen setzt sich aus 38 ehrenamtlichen Ratsmitgliedern und dem hauptamtlichen Bürgermeister zusammen (bei der Kommunalwahl 2009 waren es noch 34 ehrenamtliche Ratsmitglieder). Nach den Kommunalwahlen ab 2009 sind die Sitze wie folgt auf die einzelnen Parteien und Wählergruppen verteilt:
| Partei / Liste | Sitze | Sitze | Sitze |
| Partei / Liste | 2020  | 2014  | 2009  |
| -------------- | ----- | ----- | ----- |
| CDU            | 17    | 17    | 14    |
| SPD            | 7     | 9     | 10    |
| GRÜNE          | 5     | 3     | 2     |
| FDP            | 3     | 4     | 4     |
| LINKE          | –     | 1     | 1     |
| Piraten        | –     | 1     | –     |
| UWG            | 4     | 3     | 3     |
| Gesamt         | 36    | 38    | 34    |

### Bürgermeister
Hauptamtlicher Bürgermeister ist der Rechtsanwalt Jan Nesselrath (CDU). Er wurde bei der Kommunalwahl 2014 mit 55,83 % der abgegebenen gültigen Stimmen gewählt und 2020 mit 70,21 % wiedergewählt.

### Wappen und Banner
| Wappen der Stad Meinerzhagen, Märkischer Kreis | Blasonierung: „In Gelb (Gold) über einem dreireihigen von Rot und Silber (Weiß) geschachten Schildfuß, überdeckt von einem golden (gelben) Hifthorn an goldener (gelber Fessel), ein blauer Schragen (Andreaskreuz), dieser überdeckt mit einem aus dem Schildfuß wachsenden silbern (weiß) bewehrten und bezungten roten Löwen.“ |
| Wappen der Stad Meinerzhagen, Märkischer Kreis | Wappenbegründung: Das Wappen wurde am 14. Juli 1975 vom Regierungspräsidenten in Arnsberg genehmigt. Das Wappen kombiniert die Symbole der früheren Herrscher der Region. Der Löwe steht für das Herzogtum Berg (ab 1174), das Andreaskreuz steht für die Herren von Badinghagen, welche großen Einfluss im früheren Amt Meinerzhagen hatten, der Schachbalken stammt von den Grafen von der Mark (ab 1311) und das Hifthorn entstammt dem Wappen der früheren Gemeinde Valbert. Das Banner der Stadt ist von Blau und Gelb gespalten und zeigt in der oberen Hälfte das Wappen der Stadt. |

Banner
Wappen von 1911 bis 1975
Wappen der ehem. Gemeinde Valbert
Wappen des ehem. Amtes Meinerzhagen

Vor der Vereinigung von Meinerzhagen und Valbert hatten beide Gemeinden eigene Wappen. Das alte Wappen Meinerzhagens ist datiert auf das Jahr 1911 und wurde nie offiziell genehmigt. Es ist abgeleitet von einem Siegel aus dem Jahre 1814. Für das völlig überladene und somit unheraldische Wappen wurden nach Veddeler die Farben nach Gutdünken gewählt. Das Wappen ist über dem Eingang des 1857 fertiggestellten Rathauses zu sehen, aber erst später dort angebracht worden. Es zeigt auf einem grünen Schildfuß auf der linken Seite Maria auf einem Thron mit dem Jesuskind im Arm, auf der rechten Seite ist ein Gebäude mit drei Türmen mit roten Dächern, darüber eine Sonne und zwei Sterne.
Das Wappen der ehemaligen Gemeinde Valbert zeigte das Schachbrettmuster der Grafschaft Mark, darunter aber auch das kölnische Kreuz als Symbol des kurkölnischen Westfalens, da sich das Gemeindegebiet aus Teilen beider Territorien zusammensetzte. Darüber ist ein Jäger abgebildet, welcher ebenso wie der Hirsch im Wappen Herscheids die Jagdprivilegien symbolisiert, die den Gemeinden von Herzog Johann III. von Kleve verliehen wurden. Das Wappen wurde von Otto Hupp entworfen und am 27. Oktober 1935 verliehen.
Das Amt Meinerzhagen hatte ebenfalls ein eigenes Wappen, welches die Symbole der drei historischen Territorien kombinierte – unten das kurkölnische Kreuz, darüber das märkische Schachbrettmuster und zuoberst der Löwe der Grafschaft Berg.

### Städtepartnerschaften
Von 1961 bis 2001 bestand eine Städtepartnerschaft zwischen Meinerzhagen und der niederländischen Gemeinde IJsselmuiden. Als Ijsselmuiden 2001 in die Stadt Kampen eingemeindet wurde, übernahm diese die Partnerschaft.
Seit dem 13. April 1987 besteht eine Partnerschaft mit der französischen Stadt Saint-Cyr-sur-Loire.

## Kultur und Sehenswürdigkeiten

### Theater
Die Stadthalle zeigt ein jährlich neu ausgewähltes Programm an Theatergastspielen und musikalischen Aufführungen.

### Bauwerke
Alle Baudenkmäler sind in der Liste der Baudenkmäler in Meinerzhagen aufgeführt.

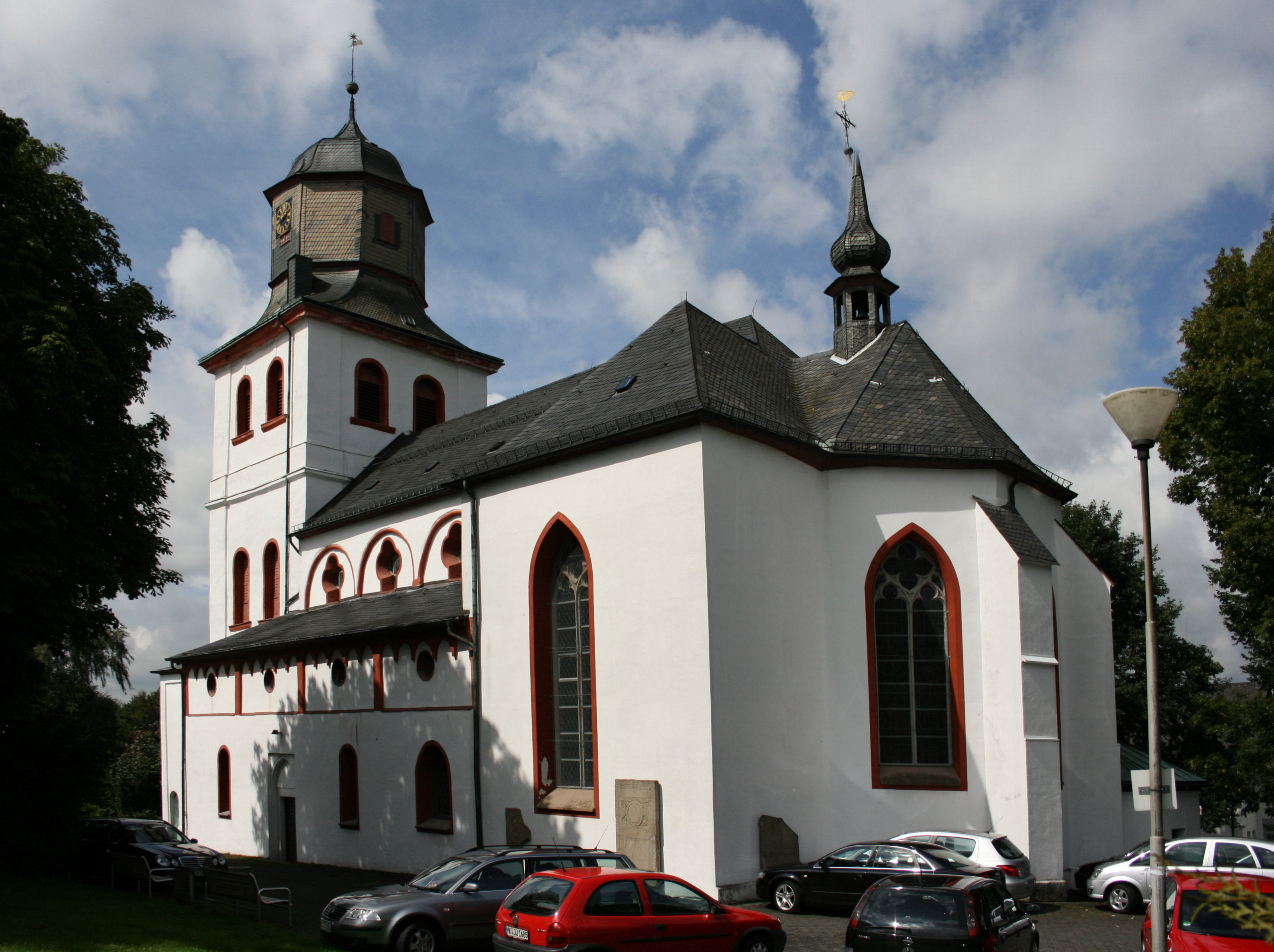
Jesus-Christus-Kirche

Auffälligstes Gebäude der Innenstadt ist die Jesus-Christus-Kirche, eine spätromanische Emporenbasilika. Etwas außerhalb liegt das Schloss Badinghagen. Dabei handelt es sich um ein Wasserschloss, das privat genutzt wird. Es ist nicht zu besichtigen.

### Schutzgebiete für die Natur
Der nördliche Teil des Stadtgebietes ist Teil des Naturparks Ebbegebirge. Ein Großteil des Naturparkgebietes war 1964, im Jahr der Gründung des Naturparks, auch als Landschaftsschutzgebiet ausgewiesen worden.

### Tourismus

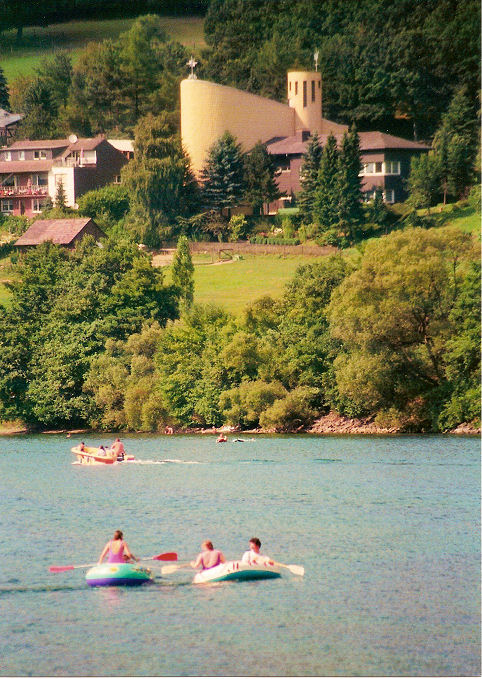
Listertalsperre bei Hunswinkel

Meinerzhagen ist ein Zentrum des Wintersports. Wassersport wird an der Listertalsperre rund um die Ortschaft Hunswinkel betrieben. In den Wäldern des Ebbegebirges und an den Stauseen gibt es zahlreiche Wanderwege. Neben Hotels und Pensionen gab es bis zu ihrer Schließung 2016 auch eine Jugendherberge. Meinerzhagen ist an den Fernwanderweg Sauerland-Höhenflug angeschlossen.

### Sport
Sportstätten
- Meinhardus-Schanze (Skisprungschanze)
- Stadion Das Stadion ist eine der wichtigsten Sportstätten der Stadt. Unter anderem spielt hier der RSV Meinerzhagen.

In den 1960er Jahren war auch ein Eislaufstadion geplant, das aber nie gebaut wurde.
Ein kleiner Bikepark wurde Anfang 2011 überwiegend durch Jugendliche in Zusammenarbeit mit der Stadt Meinerzhagen erbaut.
Sportvereine
- KKSV Meinerzhagen 1951 e. V. (Kleinkaliber-Sportverein Meinerzhagen)
- Der RSV Meinerzhagen (Rasensportverein Meinerzhagen) ist Heimatverein Nuri Şahins, des zu seiner Zeit jüngsten Fußball-Bundesligaspielers.
- Die SG Kierspe-Meinerzhagen ist eine Handballspielgemeinschaft mit 8 Jugend-, einer Damen- und drei Herren-Mannschaften. Die Spielstätten sind die Felderhof-Sporthalle in Kierspe und die Rothenstein-Sporthalle in Meinerzhagen.
- Der SC Rotenstein Wiebelsaat widmet sich Sportschießen, Sommerbiathlon und Fußball.
- Der Reitverein Meinerzhagen verfügt über einer Reitanlage an der Grünenbecke.
- TV Jahn Grotewiese
- RSV Listertal
- TSG Valbert
- TuS Meinerzhagen
- LRFV Meinerzhagen
- Im Skiklub Meinerzhagen 1911 e. V. wird unter anderem Ski-Alpin, Skispringen, Ski-Nordisch, Nordic Walking, Breitensport und Kinderturnen betrieben.

Regelmäßige Veranstaltungen

Als wichtigstes kulturelles Ereignis gilt den Meinerzhagenern ihr alle zwei Jahre stattfindendes Schützenfest, eines der größten im Märkischen Kreis. Sein Motto: „Zieht den Blauen Kittel an!“ zielt auf die hierbei verwendeten traditionellen blauen Bauernkittel. Im Jahr 2007 konnte die Schützengesellschaft auf eine 425-jährige Geschichte der Schützentradition in Meinerzhagen zurückblicken.

### Erholung

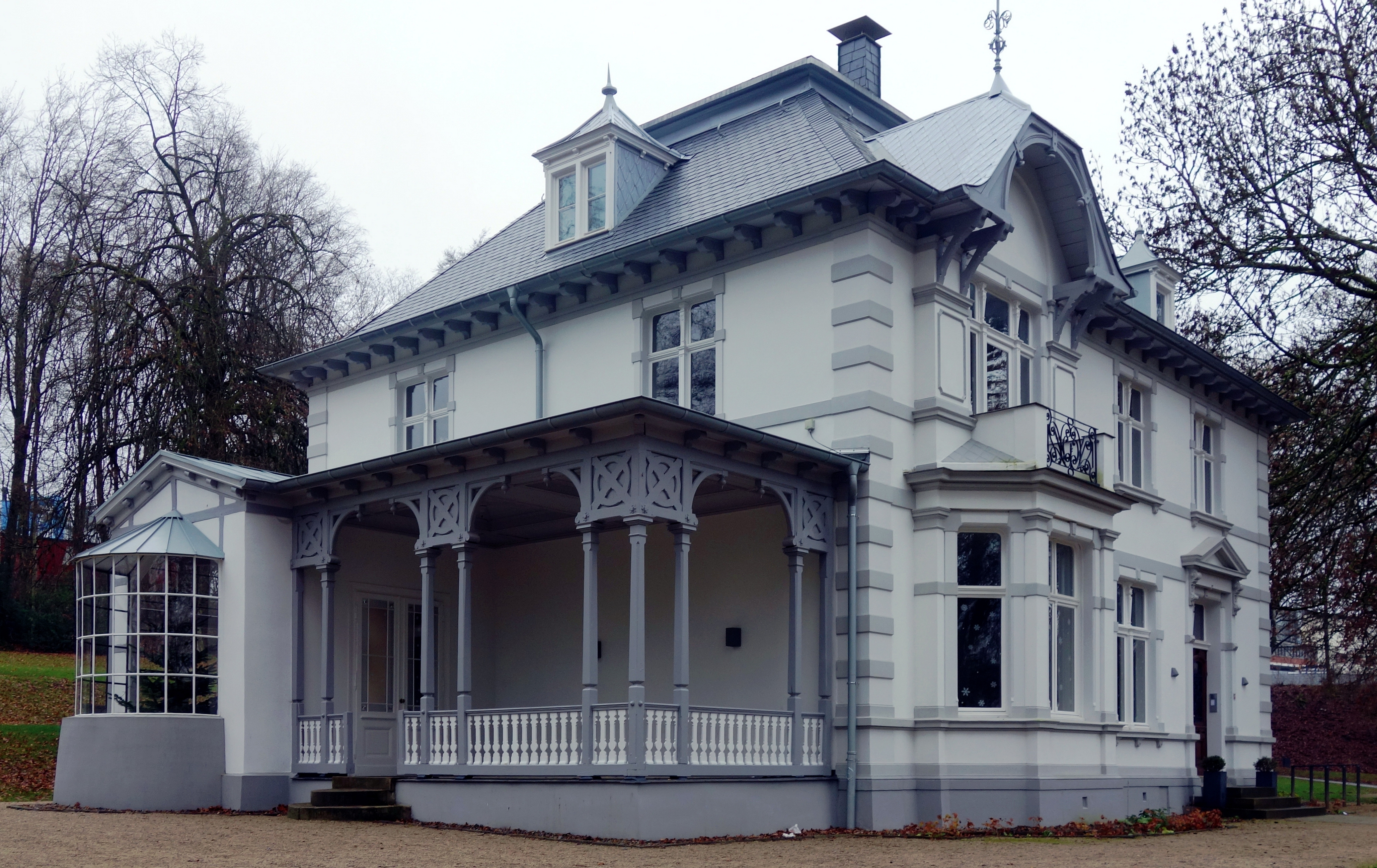
Villa Schmiemicke

Zwischen dem Stadtzentrum und dem Bahnhof gegenüber der Stadtverwaltung erstreckt sich der 2,7 Hektar große Volkspark mit der denkmalgeschützten Villa Schmiemicke, die als Haus der Kultur eingerichtet ist und für Veranstaltungen gebucht werden kann.

## Wirtschaft und Infrastruktur

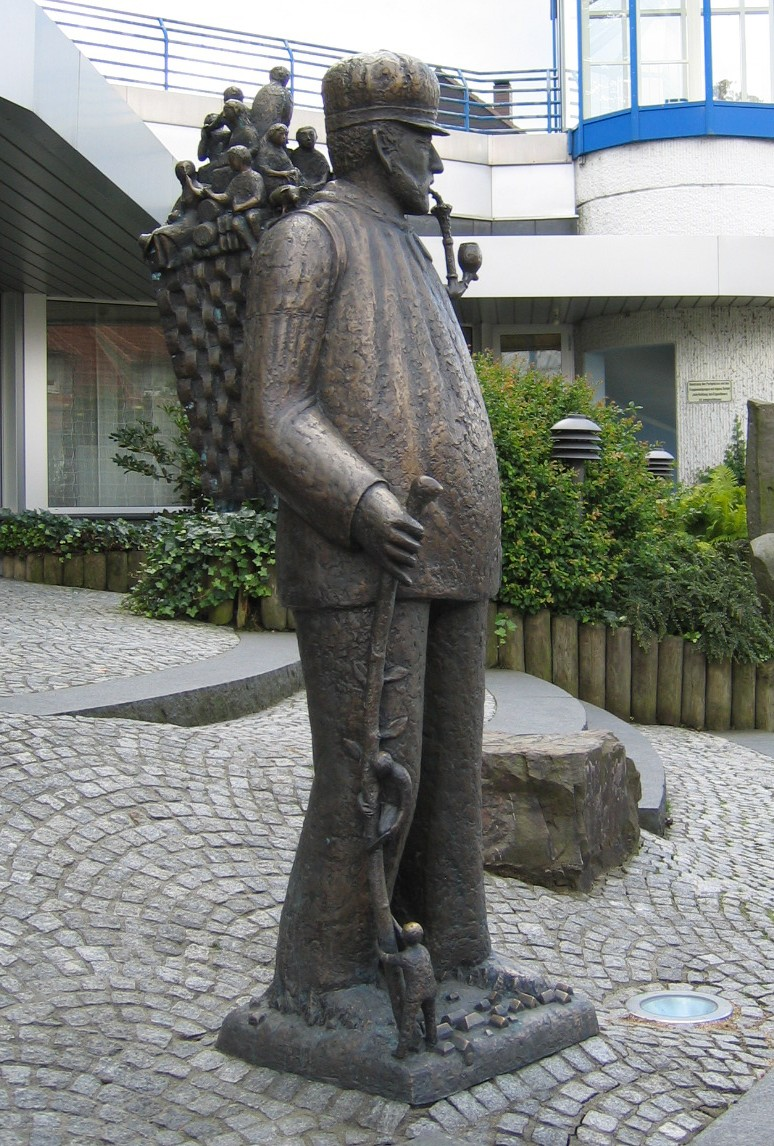
Karl-vom-Ebbe-Skulptur vor der Volksbank

### Ansässige Unternehmen
Größter Arbeitgeber im Stadtgebiet ist die Otto Fuchs KG, ein metallverarbeitender Betrieb, der zu den 500 umsatzstärksten der Bundesrepublik zählt.
Weitere ortsansässige Gewerbebetriebe:
- Albert Turk GmbH & Co KG (Gießerei-Werkzeuge)
- Battenfeld Spritzgießtechnik (Schließung des Standortes zum 30. Juni 2006; Neugründung Battenfeld Vertriebs GmbH & Co KG sowie der Battenfeld Kundendienst GmbH & Co KG)
- Burg-Wächter KG
- Busch & Müller
- Danieli Fröhling
- Märkischer Zeitungsverlag (Druckhaus)
- Krugmann Spirituosen
- Voswinkel (Seit 2015 der Walter Stauffenberg GmbH & Co. KG zugehörig, Hersteller für Fluidkomponenten Maschinen-, Anlagenbau[33])
- W. u. H. Fernholz (Kunststoffverpackungen)

### Verkehr

#### Straßenverkehr
Meinerzhagen liegt an der A 45 (Sauerlandlinie) Dortmund–Hagen–Siegen–Wetzlar–Hanau/Aschaffenburg, die mit der Anschlussstelle Meinerzhagen durch das Stadtgebiet führt.
Zudem wird das Stadtgebiet von der B 54 durchquert.

#### Busverkehr
Meinerzhagen liegt im Schnittpunkt von drei Verkehrsverbünden:
- Verkehrsgemeinschaft Ruhr-Lippe (VRL): Das innerstädtische Busnetz sowie Linien nach Norden werden von der Märkischen Verkehrsgesellschaft (MVG) und der Busverkehr Ruhr-Sieg (BRS) angeboten. Es gilt der Westfalentarif.
- Verkehrsgemeinschaft Westfalen-Süd (VGWS): Nach Osten und Südosten fahren die Busse der Verkehrsbetriebe Westfalen Süd (VWS). Es gilt der Westfalentarif.
- Verkehrsverbund Rhein-Sieg (VRS): Nach Südwesten und Westen fahren die Busse der Oberbergischen Verkehrs-AG (OVAG) in die Nachbarstädte Marienheide und Gummersbach im Oberbergischen Kreis. Bis 2013 war diese Verbindung von der Regionalverkehr Köln bedient worden.

Meinerzhagen und Valbert bilden zwei Tarifgebiete im erweiterten VRS-Netz. Der VRS-Tarif kommt zustande für Fahrten mit Bahn oder mit Bussen der Oberbergischen Verkehrs-AG (OVAG) sowie auch in den Bussen der Märkischen Verkehrsgesellschaft (MVG) und der Verkehrsbetriebe Westfalen Süd (VWS), wenn ein Ticket für eine Fahrt in den VRS-Verbundraum gelöst wird, also zum Beispiel von Valbert nach Gummersbach.

#### Zugverkehr
Aktuell gibt es Schienenpersonenverkehr vom Bahnhof Meinerzhagen in den Richtungen Köln und Lüdenscheid mit Anschluss in Richtung Dortmund.
- Auf der Volme-Agger-Bahn verkehrt die Oberbergische Bahn (RB25).
- Auf der Listertal-Bahn in Richtung Krummenerl gibt es derzeit nur noch Güterverkehr.

Volme-Agger-Bahn

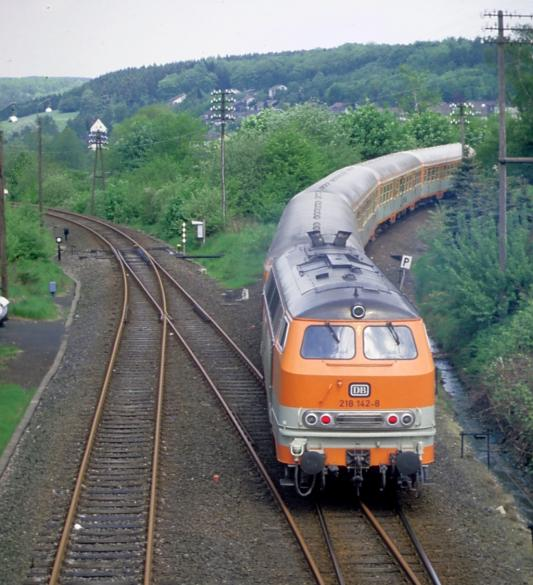
Die City-Bahn in Pop-Lackierung fuhr in den 1980er Jahren von Meinerzhagen nach Köln

Die eingleisige Eisenbahnstrecke von Hagen nach Dieringhausen (Volmetalbahn) wurde im Streckenabschnitt Meinerzhagen – Brügge (Lüdenscheid) 1986 für den Personenverkehr stillgelegt, das Bahnhofsgebäude wurde 1983 geräumt und 1987 abgerissen. Die Abkopplung Meinerzhagens vom Bahnverkehr wurde von Wladimir Kaminer in „Mein deutsches Dschungelbuch“ (Manhattan/München 2003, S. 161 ff) aufgegriffen und satirisch verarbeitet.
Zuvor war der Bahnhof Meinerzhagen von folgenden Verbindungen bedient worden:
- Eilzug: Köln–Hagen (bis 1979)
- Dieringhausen–Hagen (1979–1981)
- Köln–Brügge (Westf) (1981–1984)
- Citybahn: Köln–Meinerzhagen (1984–1986)
- Nahverkehrszug: Dieringhausen–Brügge (Westf)

Im Jahr 2003 sollte die Volme-Agger-Bahn durchgehend nach Köln reaktiviert werden. Allerdings wurde das Projekt durch die neue Landesregierung von NRW (Kabinett Rüttgers) im Jahr 2005 beendet.
2006 erfolgte eine erneute Prüfung, was positiv ausfiel. Danach wurden auf der halben Strecke neue Gleise verlegt, Signale installiert und Bahnübergänge gebaut. Am 27. Februar 2014 erfolgte die offizielle Eröffnung mit dem Zug vom Bahnhof Meinerzhagen über Köln Hauptbahnhof zum Haltepunkt Köln Hansaring
Seit Dezember 2017 fährt der Zug auch wieder in die andere Richtung über den Bahnhof Brügge (Westfalen) zum Bahnhof Lüdenscheid. Über einen Umstieg im Bahnhof Brügge (Westfalen) kann man mit der Volmetalbahn nach Hagen und Dortmund fahren. Die Bahnstrecke liegt in drei Verkehrsverbünden: Der Abschnitt Köln-Meinerzhagen gehört zum Verkehrsverbund Rhein-Sieg (VRS), der Abschnitt Meinerzhagen-Rummenohl zur Verkehrsgemeinschaft Ruhr-Lippe (VRL), und der Abschnitt Rummenohl-Hagen zum Verkehrsverbund Rhein-Ruhr (VRR).
Im November 2009 wurde der Betrieb ab dem 15. Dezember 2013 bis zum Jahr 2028 ausgeschrieben. Dabei wurde als Ziel für die RB 25 Meinerzhagen fest angegeben.
Es war geplant, ab dem Jahr 2030 einen Regionalexpress (Linie RE 22) von Trier nach Lüdenscheid mit Halt in Meinerzhagen einzurichten. Aufgrund mangelhafter Infrastruktur werden diese Planungen derzeit nicht weiter verfolgt. Stattdessen soll die derzeitige RB25 nur noch bis Gummersbach fahren, dort soll dann ein Umstieg in die S-Bahn nach Köln notwendig werden.
Listertal-Bahn
Auch die in Meinerzhagen abzweigende Strecke nach Krummenerl im Listertal wurde von Personenzügen genutzt. Es existierten die Bahnhöfe Meinerzhagen, Scherl, Valbert, Krummenerl. Die Strecke sollte ursprünglich über Olpe nach Kreuztal weitergebaut werden. Daraus wurde aber nichts und so erfolgte die Einstellung des Personenverkehrs schon 1955. Deshalb wird diese Strecke im Volksmund auch „Die Unvollendete“ genannt. Heute wird der Abzweig täglich noch für Güterverkehr (Schotterzüge) genutzt. Bei Scherl gibt es eine Fischbauchbrücke.

#### Luftverkehr
Im Westen der Stadt, an der Grenze zum Oberbergischen Kreis, befindet sich der Flugplatz Meinerzhagen. Der frühere Unternehmensflugplatz der Firma Battenfeld ist ein mit einer 1.170 Meter langen Asphaltbahn ausgestatteter und für Flugzeuge bis 5,7 Tonnen zugelassener Sonderlandeplatz.

### Medien
Örtliche Tageszeitung ist die Meinerzhagener Zeitung. Der lokale Hörfunk für NRW erfolgt durch Radio MK, dem durch die Landesanstalt für Medien der Sendestandort Nr. 66 Frequenz 88,3 (Meinerzhagen) zugewiesen ist. Die zuständige ARD-Sendeanstalt ist der WDR mit seinem Regionalstudio in Siegen. Gesendet wird über den Funkturm auf der Nordhelle (Sender Nordhelle).

### Öffentliche Einrichtungen
Das Amtsgericht Meinerzhagen ist für die Städte Meinerzhagen und Kierspe zuständig.
Meinerzhagen verfügt über ein beheiztes Freibad mit Minigolfanlage, eine Stadtbücherei und einen Stadtpark, der gern als Kulisse für Hochzeitsfotos genutzt wird.
In einer ehemaligen Grundschule, der Nordschule, befinden sich heute eine Musikschule und ein Jugendzentrum.

### Medizinische Versorgung
Meinerzhagen besitzt kein eigenes Krankenhaus. Die nächstgelegenen Krankenhäuser befinden sich in Lüdenscheid, Gummersbach und Attendorn.

### Bildung
In Meinerzhagen gibt es drei Grundschulen (Kohlberg, Auf der Wahr, Ebbeschule Valbert), die Sekundarschule, das Evangelische Gymnasium Meinerzhagen (seit Ostern 1962, etwa 1000 Schüler) und eine Förderschule (Volmetal) mit dem Förderschwerpunkt Lernen, Sprache, soziale und emotionale Entwicklung.
In Meinerzhagen befand sich vom Mai 1968 bis Ende der 1990er Jahre die Evangelische Landesschule zur Pforte, ein Internatsgymnasium, das sich als Fortführung der Landesschule Pforta bei Naumburg verstand, die zu DDR-Zeiten nicht mehr im Sinne ihrer Tradition, sondern als sozialistische Oberschule geführt wurde. Über eine anderweitige Verwendung der Gebäude konnte keine Einigkeit erzielt werden, so dass es im Jahre 2005 zum Abriss kam.
Des Weiteren gab es für viele Jahre an der Waldstraße einen Ableger vom Internat Aggersee. In Meinerzhagen trug die Realschule den Namen „Meinhardus Internat“.

## Persönlichkeiten

### Söhne und Töchter der Stadt
- Johann Stammel, auch Meinertzhagen (um 1519–um 1549), evangelischer Theologe und Reformator
- Friedrich Beurhaus (1536–1609), Philosoph und Pädagoge, geboren in Immecke
- Johann Christoph Friedrich Bährens (1765–1833), Hofrat, Arzt, Pfarrer, Naturforscher und Universalgelehrter
- Carl Dulheuer (1834–1914), Richter und Abgeordneter im Preußischen Abgeordnetenhaus
- Albert Predeek (1883–1956), Historiker und Direktor der Bibliothek der Technischen Hochschule zu Berlin
- Wilhelm Langemann (1889–1988), Stadt- und Amtsbürgermeister in Hemer
- Hans Joachim Fuchs (1903–1992), Unternehmer
- Hans Langemann (1925–2004), Jurist, stand im Mittelpunkt einer Geheimdienstaffäre um das Oktoberfestattentat von 1980
- Wolfgang Happle (* 1940), Skispringer
- Karl A. Niggemann (* 1941), Unternehmer
- Jürgen Dittmann (* 1947), Germanist (Sprachwissenschaftler)
- Joachim Stöhr (* 1947), Experimentalphysiker
- Frank Stöhr (* 1949), Gewerkschafter, 1. Vorsitzender der dbb tarifunion und 2. Vorsitzender des dbb beamtenbund und tarifunion
- Ulrich Raulff (* 1950), Historiker, Journalist und Foucault-Übersetzer, Direktor des Deutschen Literaturarchivs Marbach (2004–), geboren in Hülseberg
- Muscha (1951–2003), Künstler
- Stefan Lienenkämper (* 1963), Komponist
- Ingar Solty (* 1979), Autor und Sozialwissenschaftler
- Anja Renfordt (* 1980), Kickboxerin, sechsmalige Weltmeisterin
- Tabitha Bühne (* 1983), Medienwirtin, Ernährungs- und Fitnessberaterin, Bloggerin, Moderatorin, Sportjournalistin und Buchautorin
- Thordis Arnold (* 1991), Crosslauf-Sommerbiathletin

### Persönlichkeiten, die in Meinerzhagen gewirkt haben
- Ferdinand Christian Coridon (1736–1819), Kind afrikanischer Sklaven, Fruchtschreiber und Bauverwalter am gräflichen Hof in Berleburg, verbrachte seinen Lebensabend in Meinerzhagen und starb dort
- Wilhelm Hülsemann (1781–1865), evangelischer Geistlicher und Kirchenlieddichter, 1804 bis 1808 Pfarrer in Meinerzhagen
- Otto Koch (Pädagoge) (1886–1972), Sozialistischer Reformpädagoge, nach dem Krieg in Meinerzhagen wirksam und dort gestorben
- Hans Koch (1897–1995), Unternehmer, Erfinder und Gründer einer anarchistisch-kommunistischen Kommune, wohnte zuletzt und starb in Meinerzhagen[38]
- August Halbe (1912–1974), katholischer Pfarrer, fünf Jahre in Meinerzhagen tätig
- Manfred Luda (1921–2014), Rechtsanwalt und Notar, Bundestagsabgeordneter (CDU), wirkte und starb in Meinerzhagen
- Herbert Monkowski (1934–2023), Kreistagsvorsitzender des Landkreises Allenstein, Publizist und Bundesverdienstkreuzträger
- Siegfried Grams (1942–2014), Fußballspieler, spielte und starb in Meinerzhagen
- Wolfgang Bühne (* 1946), Evangelist, Verleger, Buchhändler und Autor evangelistischer und apologetischer Literatur, lebt in Meinerzhagen
- Gerd Rosenkranz (* 1950), Journalist, Redakteur bei der taz, dem Der Spiegel und der Deutschen Umwelthilfe, wuchs in Meinerzhagen auf
- Markus Hering (* 1960), Schauspieler, Abitur 1979 an der Evangelischen Landesschule zur Pforte
- Nikolaus Meyer-Landrut (* 1960), Diplomat, u. a. von 2015 bis 2020 deutscher Botschafter in Frankreich, ebenfalls Abitur 1979
- Matthias Bongard (* 1961), Radio- und Fernsehmoderator beim WDR, wuchs in Meinerzhagen auf
- Oliver Tolmein (* 1961), Rechtsanwalt, Autor und Journalist, Abitur 1979 an der Evangelischen Landesschule zur Pforte, 1975 bis 1979 Mitarbeiter der Meinerzhagener Zeitung und der Westfälischen Rundschau/Volmetal
- Ursula Welter (* 1962), Hörfunkjournalistin beim DLF, Abitur an der Evangelischen Landesschule zur Pforte
- Bjoern Strangmann (* 1965), Jazzmusiker (Posaune), 2007 bis 2011 Leiter der Musikschule Volmetal in Meinerzhagen
- Roger Schmidt (* 1967), Fußballtrainer, besuchte das Evang. Gymnasium Meinerzhagen
- Jan Nesselrath (* 1972), Bürgermeister von Meinerzhagen seit April 2014
- Christian Malycha (* 1978), Kunsthistoriker, Abitur an der Evangelischen Landesschule zur Pforte
- Christin Feldmann (* 1981), Regisseurin und Künstlerin, wuchs in Meinerzhagen auf
- Nuri Şahin (* 1988), ehemaliger jüngster Fußballspieler in der Bundesliga, ehemaliger türkischer Nationalspieler, wuchs in Meinerzhagen auf
- Jasmin Selberg (* 1999), Miss International 2022, wuchs in Meinerzhagen auf